# مهدي بن محمد البغدادي
السيّد مهدي بن محمد بن حسن الموسوي البغدادي النجفي ويعرف أيضًا بـأبي الطابو (1860 - 1911) شاعر وكاتب عراقي. ولد في بغداد ونشأ في النجف ودرس فيها. فَشُغِف بالأدب ورغم أنه كان موسرًا، ولديه أملاك إلّا أنّه كان ينظم الشعر الجيّد، وتميّز بروح مرحة، وطبع رقي. توفي في النجف. له رسائل في النحو والعروض، ومنظومة في الشطرنج، إلى جانب شعر كثير لم يجمع في ديوان، وإنّما أوردته الكتب التي ترجمت له.

## سيرته
هو مهدي بن محمد بن حسن بن إبراهيم الكرادي البغدادي ويعرف بأبي الطابو لأنه أكثَرَ من تسجيل الأراضي الأميرية بالطابو/ الدوائر العقارية. ولد في سنة 1277 هـ/ 1860 م في بغداد. نشأ على والده، وهاجر معه إلى النجف، وفيها درس المقدمات من نحو وصرف وبلاغة ومنطق على علماء عصره، كما اتصل بحسين بن مهدي القزويني، وله فيه وفي آل القزويني أشعار كثيرة. تكسب من الشعر، فكان يؤرخ الأحداث، وله في الهجاء السياسي إذ انحاز إلى الدستوريين حين شب الصراع مع المحافظين، وقد ساقه هذا إلى أن أصبح هجّاءً. اشتغل أواخر حياته بالزراعة، وضمن ضريبة النخيل من الحكومة العثمانية حتى وفاته في النجف سنة 1330 هـ/ 1911 م.

كان مقتدرًا على الارتجال، كما كان ينظم البنود.

## شعره
ذكره عبد العزيز البابطين في معجمه وقال «نظم في الأغراض التقليدية من مدح وفخر وهجاء ورثاء ومراسلات وتأريخ للأحداث والمواليد، وله مقطوعات في الوصف. فوصف شجرة الدفلى ومقام الإمام علي والقهوة، والفونوغراف، وأكثر شعره في المدح والهجاء، فيه طرافة وسخرية لاذعة. شعره حسن السبك، متين التراكيب، فيه تأثيرات من موروث الشعر القديم، يتبدى في مدائحه تاريخًا وعراقة محتد، وفي أهاجيه إشارات إلى سقطات ومخازٍ مذكورة، وقد «يتظرف» حتى يعلن دخوله النصرانية.»

## مؤلفاته
- اللؤلؤ والمرجان، منظومة في المعاني والبيان
- منظومة في الشطرنج
- أرجوزة في نسب السادة العلويين
- اللآلي الغروية
- رسائل شعرية متبادلة بينه وبين أسرة القزويني في النجف والحلة